# 53-й гвардейский истребительный авиационный полк
53-й гвардейский истребительный авиационный Сталинградский орденов Ленина и Александра Невского полк (53-й гв. иап) — воинская часть ВВС Вооружённых Сил СССР, принимавшая участие в боевых действиях Великой Отечественной войны, вошедшая в состав ВВС России.

## Наименования полка
За весь период своего существования полк несколько раз менял своё наименование:
- 512-й истребительный авиационный полк;
- 53-й гвардейский истребительный авиационный полк;
- 53-й гвардейский истребительный авиационный Сталинградский полк;
- 53-й гвардейский истребительный авиационный Сталинградский ордена Ленина полк;
- 53-й гвардейский истребительный авиационный Сталинградский орденов Ленина и Александра Невского полк;
- 53-й гвардейский авиационный Сталинградский орденов Ленина и Александра Невского полк истребителей-бомбардировщиков;
- Полевая почта 06935.

## Создание полка

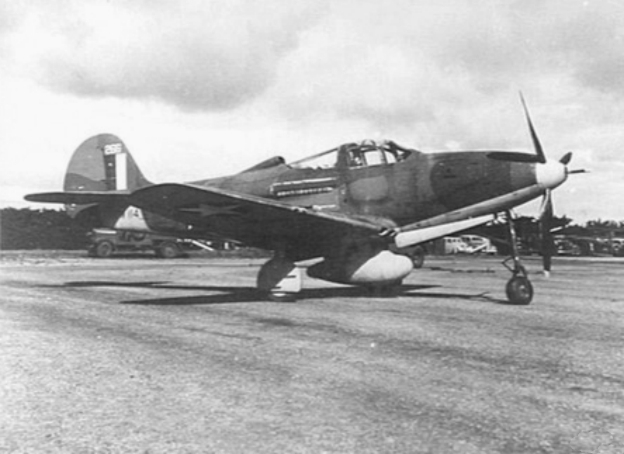
Самолёт Р-39 Аэрокобра

53-й гвардейский истребительный авиационный полк образован 3 февраля 1943 года путём переименования 512-го истребительного авиационного полка в гвардейский за образцовое выполнение боевых задач и проявленные при этом мужество и героизм на основании приказа НКО СССР.

## Преобразование полка
53-й гвардейский истребительный авиационный Сталинградский орденов Ленина и Александра Невского полк летом 1986 года переименован в 53-й гвардейский авиационный Сталинградский орденов Ленина и Александра Невского полк истребителей-бомбардировщиков

## Расформирование полка
53-й гвардейский авиационный Сталинградский орденов Ленина и Александра Невского полк истребителей-бомбардировщиков в 1993 году был расформирован в рамках проводимой реформы Вооружённых Сил

## В Действующей армии
В составе Действующей армии:

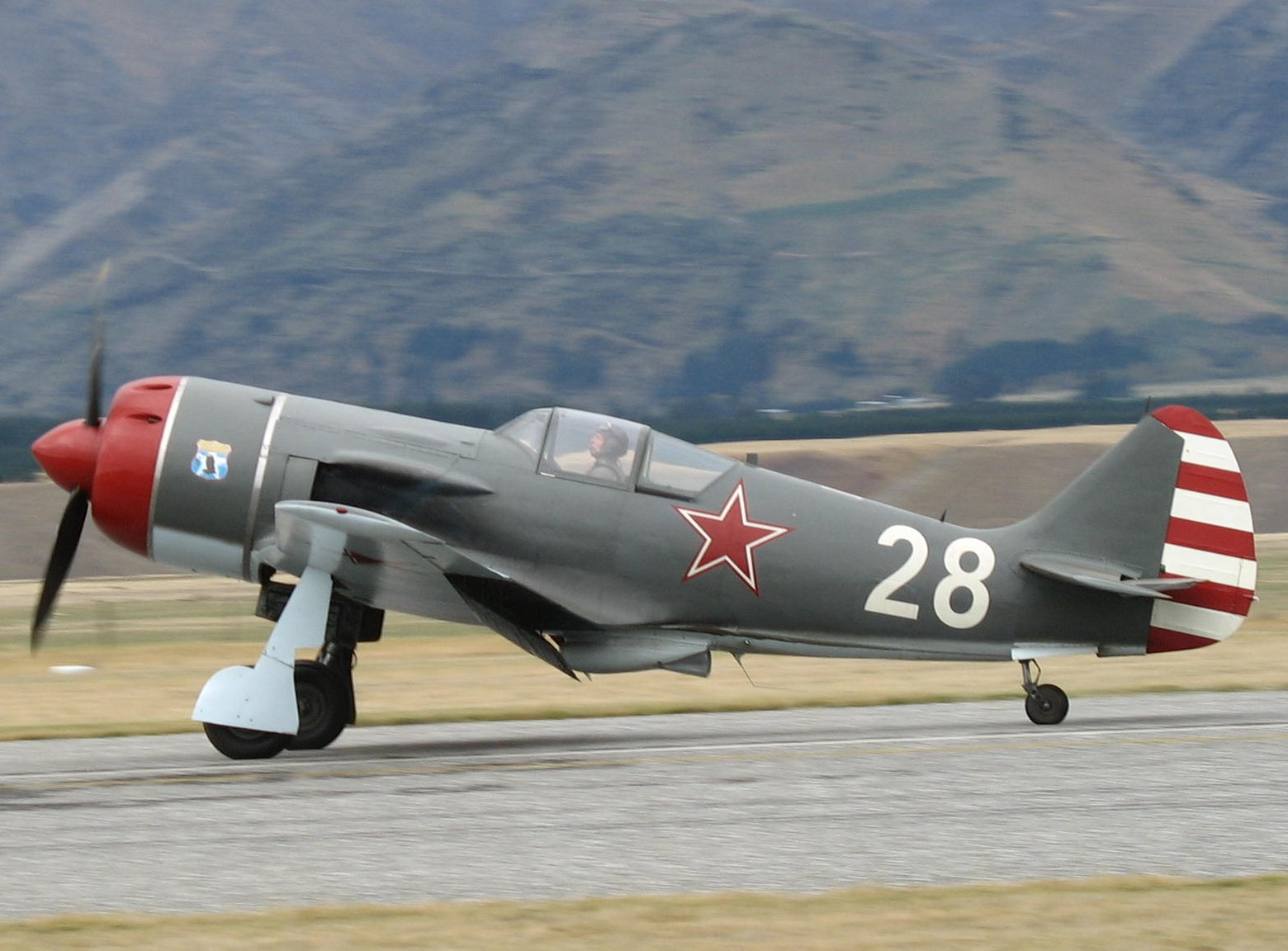
Ла-9

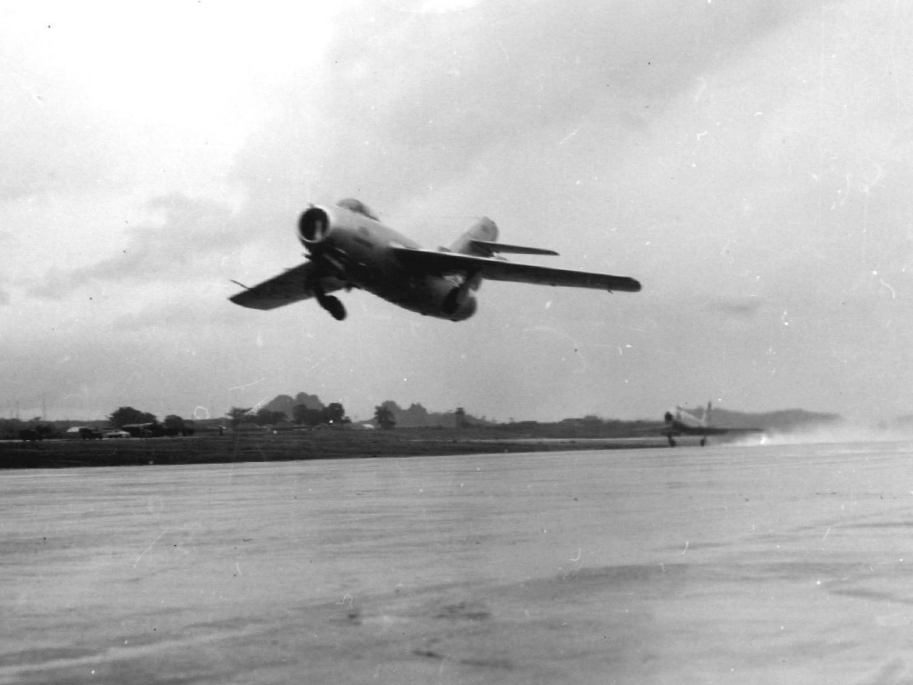
МиГ-15

- с 7 июля 1941 года по 3 февраля 1943 года (как 512-й истребительный авиационный полк) итого — 576 дней,
- с 3 февраля 1943 года по 9 января 1944 года, итого — 340 дней,
- с 1 июня 1944 года по 7 сентября 1944 года, итого — 98 дней,
- с 21 ноября 1944 года по 9 мая 1945 года, итого — 169 дней,

Всего 1183 дня

## Командиры полка
- подполковник Герасимов Николай Семёнович[3], 01.10.1941 — 19.10.1942
- батальонный комиссар Мамыкин Иван Миронович[3], 19.10.1942 — 21.10.1942
- майор Бинов Лев Исаакович[3], 29.10.1942 — 18.01.1943
- капитан Моторный Иван Порфирьевич, 18.01.1943 — 03.02.1943
- гвардии капитан, майор, подполковник Моторный Иван Порфирьевич[3], 03.02.1943 — 11.09.1944
- гвардии майор Платонов Александр Алексеевич[3], 11.09.1944 — 09.06.1945

## В составе соединений и объединений
| Период        | Фронт (округ)                                   | армия                                                       | дивизия                                                | примечание                                         |
| ------------- | ----------------------------------------------- | ----------------------------------------------------------- | ------------------------------------------------------ | -------------------------------------------------- |
| 30.09.1942 г. | Донской фронт                                   | 16-я воздушная армия                                        | 220-я истребительная авиационная дивизия               | Як-1                                               |
| 03.02.1943 г. | Донской фронт                                   | 16-я воздушная армия                                        | 1-я гвардейская истребительная авиационная дивизия     | Полк преобразован в гвардейский, Як-1              |
| 15.02.1943 г. | Центральный фронт                               | 16-я воздушная армия                                        | 1-я гвардейская истребительная авиационная дивизия     | Як-1                                               |
| 03.09.1943 г. |                                                 |                                                             |                                                        | выведен в тыл на переучивание, г. Курск, Аэрокобра |
| 20.10.1943 г. | Белорусский фронт, резерв фронта                | 16-я воздушная армия                                        | 1-я гвардейская истребительная авиационная дивизия     | Аэрокобра                                          |
| 01.06.1944 г. | Белорусский фронт                               | 16-я воздушная армия                                        | 1-я гвардейская истребительная авиационная дивизия     | Аэрокобра                                          |
| 01.07.1944 г. | 1-й Белорусский фронт                           | 6-я воздушная армия                                         | 1-я гвардейская истребительная авиационная дивизия     | Аэрокобра                                          |
| 08.09.1944 г. | Резерв ВГК                                      |                                                             | 1-я гвардейская истребительная авиационная дивизия     | Аэрокобра                                          |
| 21.11.1944 г. | 1-й Белорусский фронт                           | 16-я воздушная армия                                        | 1-я гвардейская истребительная авиационная дивизия     | Аэрокобра                                          |
| 15.01.1945 г. | 1-й Белорусский фронт                           | 16-я воздушная армия                                        | 1-я гвардейская истребительная авиационная дивизия     | Аэрокобра                                          |
| 06.07.1945 г. | Группа советских оккупационных войск в Германии | 6-й истребительный авиационный корпус 16-я воздушная армия  | 1-я гвардейская истребительная авиационная дивизия     | Аэрокобра                                          |
| 25.01.1946 г. | Особый военный округ                            | 11-й истребительный авиационный корпус 3-я воздушная армия  | 1-я гвардейская истребительная авиационная дивизия     | Аэрокобра                                          |
| 29.01.1946 г. | Прибалтийский военный округ                     | 11-й истребительный авиационный корпус 15-я воздушная армия | 1-я гвардейская истребительная авиационная дивизия     | Аэрокобра                                          |
| 10.01.1949 г. | Прибалтийский военный округ                     | 54-й истребительный авиационный корпус 30-я воздушная армия | 1-я гвардейская истребительная авиационная дивизия     | Ла-9                                               |
| 05.11.1955 г. | Прибалтийский военный округ                     | 30-я воздушная армия                                        | 1-я гвардейская истребительная авиационная дивизия     | МиГ-17, Як-25М                                     |
| 06.1986 г.    | Прибалтийский военный округ                     | 15-я воздушная армия                                        | 39-я авиационная дивизия истребителей-бомбардировщиков |                                                    |
| 1993 г.       |                                                 |                                                             |                                                        | Тамбов, Россия, полк расформирован                 |

## Участие в операциях и битвах

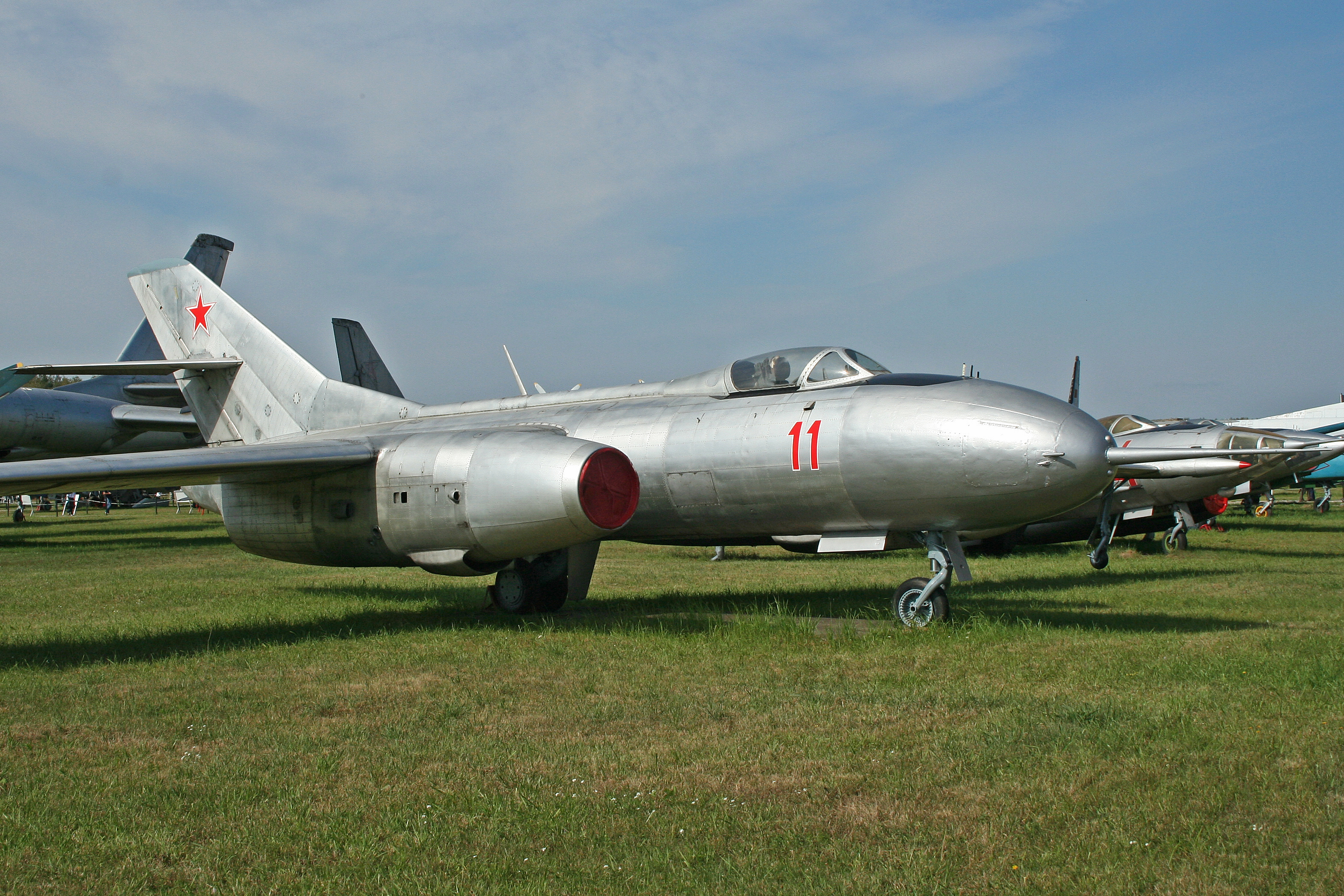
Як-25

- Курская битва[4] c 5 июля 1943 года по 23 августа 1943 года
- Орловская операция «Кутузов» — с 12 июля 1943 года по 18 августа 1943 года
- Черниговско-Припятская операция — с 26 августа 1943 года по 30 сентября 1943 года.
- Калинковичско-Мозырская операция — с января 1944 года по февраль 1944 года.
- Рогачёвско-Жлобинская операция — с 21 февраля 1944 года по 26 февраля 1944 года.
- Белорусская операция «Багратион»[4] — с 23 июня 1944 года по 29 августа 1944 года.
- Бобруйская операция[4] — с 24 июня 1944 года по 29 июня 1944 года.
- Люблин-Брестская операция[4] — с 17 июля 1944 года по 2 августа 1944 года.
- Висло-Одерская операция — с 12 января 1945 года по 3 февраля 1945 года.
- Варшавско-Познанская операция[4] — с 14 января 1945 года по 3 февраля 1945 года.
- Восточно-Померанская операция[4]- с 1 марта 1945 года по 4 апреля 1945 года.
- Берлинская операция[4] — с 16 апреля 1945 года по 8 мая 1945 года.

## Почётные наименования
- 53-му гвардейскому истребительному авиационному полку за показанные образцы мужества и геройства в борьбе против фашистских захватчиков 4 мая 1943 года присвоено почётное наименование «Сталинградский»[5]

## Награды
- 53-й гвардейский истребительный авиационный Сталинградский полк за образцовое выполнение заданий командования в боях с немецкими захватчиками и проявленные при этом доблесть и мужество Указом Президиума Верховного Совета СССР от 2 сентября 1943 года награждён орденом Ленина[6].
- 53-й гвардейский истребительный авиационный Сталинградский ордена Ленина полк за образцовое выполнение заданий командования в боях с немецкими захватчиками при овладении городами Штаргард, Наугард, Польцин и проявленные при этом доблесть и мужество Указом Президиума Верховного Совета СССР от 26 апреля 1945 года награждён орденом Александра Невского[7].

## Отличившиеся воины полка
- Батяев Василий Сергеевич, командир эскадрильи 53-го гвардейского истребительного авиационного полка 1-й гвардейской истребительной авиационной дивизии 16-й воздушной армии 1-го Белорусского фронта, гвардии капитан, Указом Президиума Верховного Совета СССР от 15 мая 1946 года удостоен звания Герой Советского Союза. Золотая Звезда № 6204
- Дубенок Геннадий Сергеевич, капитан, командир эскадрильи 53-го гвардейского истребительного авиационного полка 1-й гвардейской истребительной авиационной дивизии 16-й Воздушной армии Указом Президиума Верховного Совета СССР от 24 августа 1943 года удостоен звания Герой Советского Союза. Золотая Звезда № 1093
- Кобылецкий Иван Иванович, майор, заместитель командира 53-го гвардейского истребительного авиационного полка 1-й гвардейской истребительной авиационной дивизии 16-й Воздушной армии Указом Президиума Верховного Совета СССР от 15 мая 1946 года удостоен звания Герой Советского Союза. Золотая Звезда № 2872
- Макаров Валентин Николаевич, командир эскадрильи 512-го истребительного авиационного полка 220-й истребительной авиационной дивизии 16-й воздушной армии Донского фронта, капитан, Указом Президиума Верховного Совета СССР от 28 января 1943 года удостоен звания Герой Советского Союза. Золотая Звезда № 696
- Моторный Иван Порфирьевич, командир 512-го истребительного авиационного полка 220-й истребительной авиадивизии 16-й воздушной армии Донского фронта, капитан, Указом Президиума Верховного Совета СССР от 28 января 1943 года удостоен звания Герой Советского Союза. Золотая Звезда № 695
- Попов Василий Андреевич, капитан, командир эскадрильи 53-го гвардейского истребительного авиационного полка 1-й гвардейской истребительной авиационной дивизии 30-й Воздушной армии Указом Президиума Верховного Совета СССР от 6 декабря 1949 года удостоен звания Герой Советского Союза. Золотая Звезда № 6991
- Ратников Пётр Петрович, старший лейтенант, командир эскадрильи 53-го гвардейского истребительного авиационного полка 1-й гвардейской истребительной авиационной дивизии 16-й Воздушной армии Указом Президиума Верховного Совета СССР от 24 августа 1943 года удостоен звания Герой Советского Союза. Посмертно
- Семенюк Захар Владимирович, штурман 512-го истребительного авиационного полка 220-й истребительной авиационной дивизии 16-й воздушной армии Сталинградского фронта, капитан, Указом Президиума Верховного Совета СССР от 28 января 1943 года удостоен звания Герой Советского Союза. Золотая Звезда № 697

## Благодарности Верховного Главнокомандующего
Воинам полка в составе дивизии объявлены благодарности Верховного Главнокомандующего:
- За прорыв обороны немцев на бобруйском направлении, юго-западнее города Жлобин и севернее города Рогачев[8].
- За отличия в боях в наступлении из района Ковеля, при прорыве сильно укрепленной обороны немцев и при продвижении за три дня наступательных боев вперед до 50 километров, при расширении прорыва до 150 километров по фронту, при занятии более 400 населенных пунктов, в том числе крупных населенных пунктов Ратно, Малорыта, Любомль, Опалин и выходе к реке Западный Буг[9].
- За отличие в боях при овладении городом и крепостью Демблин (Ивангород) — крупным железнодорожным узлом и мощным опорным пунктом обороны немцев на реке Висла[10].
- За отличие в боях при овладении городом Варшава — важнейшим стратегическим узлом обороны немцев на реке Висла[11].
- За отличие в боях при овладении городами Лодзь, Кутно, Томашув (Томашов), Гостынин и Ленчица[12].
- За отличие в боях при овладении городами Штаргард, Наугард, Польцин — важными узлами коммуникаций и мощными опорными пунктами обороны немцев на штеттинском направлении[13].
- За отличие в боях при овладении городами Франкфурт-на-Одере, Вандлитц, Ораниенбург, Биркенвердер, Геннигсдорф, Панков, Фридрихсфелъде, Карлсхорст, Кепеник и вступление в столицу Германии город Берлин[14].
- За отличие в боях при штурме и овладении городом Бранденбург — центром Бранденбургской провинции и мощным опорным пунктом обороны немцев в Центральной Германии[15].

## Статистика боевых действий
Всего за годы Великой Отечественной войны полком:
| Выполнено боевых вылетов | Сбито самолётов в воздухе | Уничтожено самолётов всего |
| ------------------------ | ------------------------- | -------------------------- |
| 9129                     | 244                       | 272                        |

Свои потери:
| Потеряно самолётов, всего | Погибло лётчиков всего |
| ------------------------- | ---------------------- |
| 100                       | 64                     |

## Базирование
| Период         | Аэродром                         |
| -------------- | -------------------------------- |
| 05.1945        | Гурьевск Калининградской области |
| 08.1945 — 1993 | Шяуляй, Литовская ССР            |
| 1993           | Тамбов                           |

## Самолёты на вооружении
| Период      | Самолёты         |
| ----------- | ---------------- |
| 1941 — 1942 | ЛаГГ-3           |
| 1942 — 1943 | Як-1             |
| 1943 — 1944 | Як-9             |
| 1944 — 1946 | Р-39 «Аэрокобра» |
| 1946 — 1949 | Р-63 Кингкобра   |
| 1949 — 1950 | Ла-9             |
| 1950 — 1953 | МиГ-15бис        |
| 1953 — 1958 | МиГ-17           |
| 1955 — 1973 | Як-25М           |
| 1958 — 1973 | МиГ-19           |
| 1973 — 1985 | МиГ-23М          |
| 1985 — 1989 | МиГ-29           |
| 1989 — 1993 | МиГ-27К          |
| 1993 — 1993 | МиГ-27Д          |